# سایشی کامی بی‌واک
سایشی کامی بی‌واک یا سایشی سخت‌کامی بی‌واک یک صامت است که در گفتار برخی از زبانهای جهان به کار می‌رود. نماد این همخوان در الفبای آوانگاری بین‌المللی ⟨ç⟩ است.